# HC 넵테히미크 니즈네캄스크
HC 넵테히미크 니즈네캄스크(러시아어: ХК Нефтехимик Нижнекамск)는 1968년 창단된 러시아 타타르스탄 공화국 니즈네캄스크의 프로 아이스하키팀이다. 현재 콘티넨탈 하키 리그에 참가하고 있으며 홈구장은 넵테히미크 아이스 팰리스이다.